# Sole amonowe

Azotan amonu, NH_{4}NO_{3}

Sole amonowe, sole amoniowe − sole zawierające kationy amonowe NH+4 i aniony dowolnych reszt kwasowych.
Przykłady:
- azotan amonu NH4NO3
- azotyn amonu NH4NO2
- siarczan amonu (NH4)2SO4
- węglan amonu (NH4)2CO3
- wodorowęglan amonu NH4HCO3
- chlorek amonu NH4Cl
- octan amonu CH3COONH4
- mleczan amonu CH3-CHOH-COONH4